# Pastourelle (danse)
Pour les articles homonymes, voir Pastourelle (homonymie).

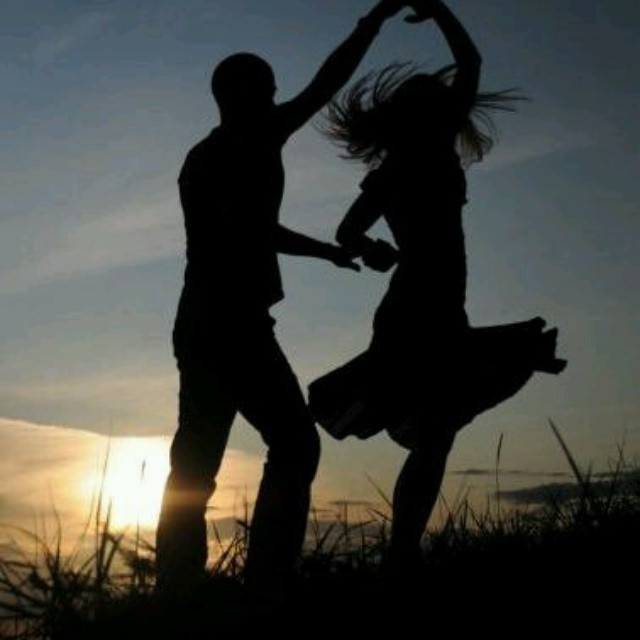
Pastourelle

La pastourelle est une figure de danse que l'on retrouve dans de nombreuses danses de salon et folk. À l'origine, c'est la quatrième figure du quadrille, qui remplaça la trénis en 1830.
Dans cette figure, le cavalier lève son bras tenant la main de la cavalière juste au-dessus de la tête de cette dernière avant de
l'inviter à tournoyer sur elle-même par une légère pression. Les rôles peuvent être inversés. La pastourelle peut être plus ou moins envolée selon le type de danse et la musique.
On la retrouve comme variante dans le cercle circassien, la scottish, la mazurka, la valse...

## Biographie
- Marc Clérivet, « La Pastourelle. Partez trois, deux filles, un gars ! », Musique bretonne, mai 2001, p. 28-31, lire en ligne